# Tortuguillas
Tortuguillas är en ort i Mexiko.   Den ligger i kommunen Fresnillo och delstaten Zacatecas, i den centrala delen av landet, 600 km nordväst om huvudstaden Mexico City. Tortuguillas ligger 2 168 meter över havet och antalet invånare är 189.
Terrängen runt Tortuguillas är platt åt sydväst, men åt nordost är den kuperad. Runt Tortuguillas är det ganska glesbefolkat, med 38 invånare per kvadratkilometer. Närmaste större samhälle är El Salto, 15,4 km öster om Tortuguillas. Omgivningarna runt Tortuguillas är i huvudsak ett öppet busklandskap.